# O Porriño
O Porriño är en kommun i Spanien. Den ligger i provinsen Pontevedra i den autonoma regionen Galicien i nordvästra delen av landet, 400 km nordväst om huvudstaden Madrid. Antalet invånare är 20 711 (2024). Arean är 61,17 kvadratkilometer. O Porriño gränsar till Mos, Vigo, Gondomar, Tui, Salceda de Caselas och Ponteareas.